# Onthophagus aethiopicus
Onthophagus aethiopicus là một loài bọ cánh cứng trong họ Bọ hung (Scarabaeidae).